# Protozetes longicornis
Protozetes longicornis är en kvalsterart som beskrevs av P. Balogh 1989. Protozetes longicornis ingår i släktet Protozetes och familjen Microzetidae. Inga underarter finns listade i Catalogue of Life.